# スレプトン
スレプトン (slepton) とは、超対称性粒子の一種で、既に発見されているレプトン（電子、ミュー粒子、タウ粒子および3種類のニュートリノ）がフェルミ粒子であるのに対して、超対称性理論により、その超対称性パートナー粒子として予言されているボース粒子である。ボース粒子の中でもスピンが0のスカラー粒子であるため、スカラーレプトンとも呼ばれる。
それぞれの荷電スレプトンには、荷電レプトン（電子、ミュー粒子およびタウ粒子）の左巻き、右巻きに対応する2種類（例えばスエレクトロン-L、スエレクトロン-R）があるが、一般に質量固有状態はこれらの混合状態（例えばスエレクトロン-1、スエレクトロン-2）である。